# Vitya Maleyev ở nhà và ở trường
Vitya Maleyev ở nhà và ở trường (tiếng Nga: Витя Малеев в школе и дома) là một cuốn truyện hài hước dành cho thiếu nhi của nhà văn Nikolai Nosov, ra đời năm 1951.

## Nội dung

### Nhân vật
- Vitya Maleyev
- Fedya Rybkin: Bạn thân nhất của Vitya
- Olga Nikolayevna: Cô giáo chủ nhiệm của Vitya
- Alik Sorokin
- Vanya Pakhomov
- Lyonia Astafyev
- Seryozha Bukatin
- Tolya Dyozhkin
- Gleb Skameykin
- Dima Balakirev

## Ảnh hưởng
- Từ năm 1951 đến năm 1953, tác phẩm luôn đứng đầu trong số những cuốn sách dành cho trẻ em bán chạy nhất, đến nay đã được dịch ra 23 thứ tiếng khác nhau.
- Đến năm 1978, đã có khoảng 500 ngàn ấn bản truyện được phát hành.

## Vinh danh
- Giải thưởng Stalin cấp độ III dành cho phiên bản tạp chí (1952)

## Chuyển thể
- Đôi bạn (1954)